# Setra S 415 UL
De Setra S 415 UL was een bustype dat zowel geschikt was als streekbus als voor tourvervoer. Dit bustype werd geproduceerd door de Duitse busfabrikant Setra en was de opvolger van de S 315 UL. De UL in de benaming stonden voor Überlandbus, wat weer streekbus betekende. De bus had geen verlaagde vloer, waardoor er treden nodig waren en mindervalide mensen moeilijker de bus in konden. Dit type model had twee uitvoeringen, de uitvoering met een front voor openbaar vervoer en de uitvoering met een front voor toerisme (GT-versie). In 2013 werd de business van de S 415 UL versie geïntroduceerd, aangeduid als Setra S 415 UL business.

## Inzet
| Bedrijf                    | Aantal    | Series | Inzet                                              | Status        | Opmerking |
| Duitsland                  | Duitsland | Duitsland | Duitsland                                          | Duitsland     | Duitsland |
| -------------------------- | --------- | --- | -------------------------------------------------- | ------------- | --- |
| Eska Stiftlandkraftverkehr | 1         | ?? | Oost-Beieren                                       |               | |
| Reisedienst Parchim        | 6         | ?? | Parchim                                            |               | |
| Frankrijk                  |           | |                                                    |               | |
| CTS                        | 2         | ?? | Straatsburg                                        |               | |
| Hourtoule                  | ??        | ?? | Yvelines                                           |               | |
| Italië                     |           | |                                                    |               | |
| Start Romagna              | 2         | 20690 - 20691 | Forlì-Cesena                                       |               | |
| Luxemburg                  |           | |                                                    |               | |
| Alltra                     | 2         | AT9000-AT9001 | Streekdienst                                       |               | GT-versie |
| André Bustouristik         | 3         | AN1114 - AN1116 | Streekdienst                                       |               | AN1115 is buiten dienst |
| André Bustouristik         | 1         | AN1113 | Streekdienst                                       |               | GT-versie |
| A.S. Tours                 | 1         | AS5500 | Streekdienst                                       |               | |
| Autocars Emile-Frisch      | 3         | EF1204, EF1214, EF1216 | Streekdienst                                       |               | |
| Autocars Meyers            | 4         | AM5506, AM5530, AM5512, AM5547                                                                                             | Streekdienst                                       |               | |
| Autocars Schneider         | 1         | SK7272 | Streekdienst                                       |               | |
| Autocars Schneider         | 1         | SK9911 | Streekdienst                                       |               | GT-versie |
| Bartholmé Klierf           | 4         | SL5510 SL5512 - SL5515 | Streekdienst                                       |               | |
| Demy Cars                  | 3         | ?? | Streekdienst                                       |               | |
| Frisch Rammerech           | 6         | SL4015 - SL4019, SL4030 | Streekdienst                                       |               | |
| Gemengen                   | 3         | KG2008, MN1997, MN2403 | Streekdienst                                       |               | |
| Rapide des Ardennes        | 18        | NK8276 - NK8277, SH1026, SH1028 - SH1030, SH1032 - SH1035, SH1040, SH1042 - SH1043, SH1045, SH1047, SH1052, SH1054, SH1056 | Streekdienst                                       |               | NK8276 - NK8277 zijn buiten dienst |
| Ross Tratten               | 10        | SL5024 - SL5025, SL5027, SL5029 - SL5035                                                                                   | Streekdienst                                       |               | |
| Simon Tours                | 13        | ST3012, ST3014 - ST3019, ST3021, ST3023, ST3025 - ST3026, ST3050, ST3056                                                   | Streekdienst                                       |               | |
| Voyages Bollig             | 13        | VB2280, VB2290, VB3300, VB3310, VB3320, VB3340, VB3390, VB6600, VB6650, VB7750, VB8840, VB8880, VB9990                     | Streekdienst                                       |               | |
| Voyages Ecker              | 2         | VE2005 - VE2006 | Streekdienst                                       |               | |
| Voyages Emile Weber        | 17        | 122 - 127, 163 - 167, 172 - 173                                                                                            | Streekdienst                                       |               | |
| Voyages Emile Weber        | 4         | 261 - 264 | Streekdienst                                       |               | GT-versie 261 en 264 zijn verkocht aan een Duits bedrijf |
| Voyages Erny Wewer         | 5         | EW2803, EW2824, EW2831, EW2832, EW2839                                                                                     | Streekdienst                                       |               | |
| Voyages Huberty            | 8         | HU3002, HU3004, HU3006, HU3007, HU3009, HU3012, HU3014, HU3018                                                             | Streekdienst                                       |               | HU3006 is GT-versie |
| Voyages Josy Clement       | 12        | JC6002 - JC6004, JC6008 - JC6009, JC6012-JC6016, JC6028                                                                    | Streekdienst                                       |               | |
| Voyages Koob               | 5         | VK1211, VK1250, VK1270, VK1280                                                                                             | Streekdienst                                       |               | |
| Voyages Koob               | 1         | VK1500 | Streekdienst                                       |               | GT-versie |
| Voyages Schiltz            | 2         | SB0600, SB4440 | Streekdienst                                       |               | |
| Voyages Schmit             | 9         | VS4020, VS4023 - VS4028 | Streekdienst                                       |               | Oorspronkelijke VS4023 - VS4025 zijn buiten dienst. In augustus 2013 is een nieuwe S 415 UL in dienst gekomen met de kenteken VS4024. In september 2015 is een nieuwe S 415 UL in dienst gekomen met de kenteken VS4025. |
| Voyages Simon              | 11        | ?? | Streekdienst                                       |               | |
| Voyages Stephany           | 14        | VS3017, VS3025, VS3029, VS3031, VS3035, VS3041, VS3046 - VS3047, VS3050 - VS3052, VS3054 - VS3055, VS3058                  | Streekdienst                                       |               | |
| Voyages Unsen              | 8         | VU4022, VU4023, VU4033, VU4034, VU4039, VU4045, VU4046, VU4054                                                             | Streekdienst                                       |               | |
| Voyages Vandivinit         | 6         | VV2028, VV2034, VV2035, VV2057, VV2058, VV2063                                                                             | Streekdienst                                       |               | |
| Voyages Wagener            | 12        | WV2005, WV2014, WV2019, WV2028 - WV2029, WV2037, WV2041, WV2043, WV2045, WV2053, WV2059, WV2060                            | Streekdienst                                       |               | |
| Nederland                  |           | |                                                    |               | |
| BAB-VIOS                   | 1         | 126 | Tourvervoer                                        | Buiten dienst | |
| Drenthe Tours              | 1         | 62 | Qliner-diensten voor Qbuzz in Groningen en Drenthe | Buiten dienst | |
| Gademann                   | 1         | BS-JF-98 | Tourvervoer                                        | Buiten dienst | |
| Horn Tours                 | 1         | 50-BBD-1 | Tour vervoer                                       | Buiten dienst | GT-versie |
| Noot                       | 1         | 807 | Veluwe                                             | Buiten dienst | Enkele in Syntus Gelderland kleurstelling. |
| Noot                       | 1         | 814 | Veluwe                                             | Buiten dienst | Enkele in Syntus Gelderland kleurstelling. De 814 is naar Taxi Centrale Roescher gegaan |
| Taxi Centrale Roescher     | 1         | BT-DX-82 |                                                    | Buiten dienst | Ex Noot 814 |
| TCR Tours                  | 1         | 536 | Midden Overijssel                                  | In dienst     | |
| UVO                        | 1         | 566 | GD                                                 | In dienst     | Ex-Noot 807 |

## Verwante bustypen

### Hoge vloer
- Setra S 415 H - 12 meteruitvoering (2 assen)
- Setra S 416 H - 13 meteruitvoering (2 assen)
- Setra S 412 UL - 11 meteruitvoering (2 assen)
- Setra S 416 UL - 13 meteruitvoering (2 assen)
- Setra S 417 UL - 14 meteruitvoering (3 assen)
- Setra S 419 UL - 15 meteruitvoering (3 assen)

### Lage vloer
- Setra S 415 LE Business - 12 meteruitvoering (2 assen)
- Setra S 415 NF - 12 meteruitvoering (2 assen)
- Setra S 416 LE Business - 13 meteruitvoering (2 assen)
- Setra S 416 NF - 13 meteruitvoering (2 assen)
- Setra S 418 LE - 15 meteruitvoering (3 assen)